# Grenade gammon

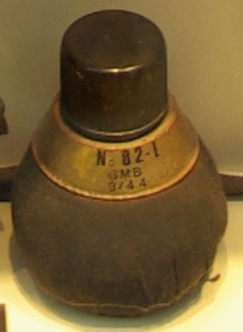
Une grenade gammon no 82

Une grenade gammon est une grenade à main, dont l'explosif est contenu dans un sac souple, développée par l'armée britannique durant la Seconde Guerre mondiale.
Il semblerait que tous les stocks n'aient pas été détruits puisque, au moins jusqu'en septembre 1976, elle était présentée et utilisée comme matériel d'instruction au Centre d'entraînement commandos no 8 (26e régiment d’infanterie) de Pont-Saint-Vincent. Une dizaine d'engins par compagnie ou escadron et par stage étaient mis en œuvre.

## Source
- Fernand Tardy, Bonsoir petite princesse bleue - Secteur de Digne de l'Armée secrète, sous-secteur de Thoard, Terradou, 1990,  (ISBN 2-907389-14-9), p. 61-62

- Bob Maloubier, Agent secret de Churchill, Tallandier, Paris 2011,  (ISBN 978-2-84734-795-1)
- D-Day overlord, Encyclopedie du débarquement et de la bataille de Normandie, article sur la grenade gammon no 82